# Новоселани
Новосељани (мкд. Новоселани) су насеље у Северној Македонији, у средишњем делу државе. Новосељани припадају општини Дољнени.

## Географија
Насеље Новосељани је смештено у средишњем делу Северне Македоније. Од најближег већег града, Прилепа, насеље је удаљено 15 km северозападно.
Рељеф: Новосељани се налазе у северном делу Пелагоније, највеће висоравни Северне Македоније. Насељски атар је махом равничарски, без већих водотока, док се даље ка истоку издиже планина Трескавац. Надморска висина насеља је приближно 620 метара.
Клима у насељу је континентална.

## Становништво
По попису становништва из 2002. године, Новосељани су имали 111 становника.
Претежно становништво у етнички Македонци (100%).
Већинска вероисповест у насељу је православље.